# Malleus maleficarum
El Malleus Maleficarum (del latín: 'Martillo de las brujas'; en alemán: Der Hexenhammer) es un tratado sobre la brujería escrito por los frailes dominicos Heinrich Kramer y Jacob Sprenger y publicado en Estrasburgo en 1487. Tras su primera publicación, fue reeditado docenas de veces, se difundió por Europa y tuvo un profundo impacto en los juicios contra las brujas en el continente durante 200 años aproximadamente. Esta obra es notoria por su uso en el período de la histeria por la caza de brujas, que alcanzó su máxima expresión desde mediados del siglo XVI hasta mediados del XVII.
Se remitían constantemente a la autoridad del Malleus Maleficarum los principales autores y grandes demonólogos como el inquisidor italiano Bernardo Rategno da Como, el jesuita hispano-belga Martín del Río y el jurista francés Jean Bodin.

## Historia
En 1184 se funda la Inquisición en el Languedoc (sur de Francia) para luchar contra la herejía albigense allí asentada. Esta primera inquisición episcopal (dependiente del obispo de cada diócesis) fue sustituida por una inquisición papal (dependiente directamente del papa) en 1231. A pesar de que la creencia en la brujería es anterior incluso al cristianismo, no es hasta 1484 cuando el papa Inocencio VIII hace constar oficialmente la creencia oficial de la Iglesia católica en su existencia mediante la bula Summis desiderantes affectibus.[cita requerida]
El Malleus Maleficarum es el más famoso de todos los libros sobre brujería, escrito probablemente en 1486 y publicado en 1487, aunque los más importantes teólogos de la Inquisición en la Facultad de Colonia condenaban el libro por recomendar procedimientos poco éticos e ilegales, al mismo tiempo que ser inconsistente con las doctrinas sobre demonología de la Iglesia.
El Malleus Maleficarum hizo accesible a un amplio público el concepto de la brujería demonológica, contribuyendo a la caza de brujas al atribuir autoridad y credibilidad a los procesos por brujería que ya existían.
A fines de la Edad Media se estaban produciendo cambios muy bruscos en la forma de vida en Europa: era una época en la que se estaban descubriendo nuevas tierras (lo que hizo que los europeos se enfrentaran a culturas hasta ese momento totalmente ajenas al pensamiento del cristianismo), comenzaba a despertarse la conciencia popular entre los campesinos de Alemania, quienes poseían conocimientos religiosos rudimentarios mezclados con conocimientos supersticiosos ancestrales, aparecía la imprenta, que abría la posibilidad de una gran difusión de las ideas existentes, en especial de las nuevas maneras de interpretar la Biblia, existían complicados estudios seudocientíficos para leer los astros, y se creía firmemente tanto en la astrología esotérica como en la magia. Existían muchos libros sobre magia talismánica y secretos de alquimia.
El Malleus Maleficarum o Martillo de las brujas fue compilado y escrito por dos monjes inquisidores dominicos, Heinrich Kramer, también conocido como Heinrich Institoris, y Jacob Sprenger.
Heinrich Kramer nació en Schlettstadt (Sélestat), ciudad de la baja Alsacia al sudeste de Estrasburgo, y a muy temprana edad ingresó en la Orden de Santo Domingo. Más tarde fue nombrado Prior de la Casa Dominica de su ciudad natal. Fue predicador general y maestro de teología sagrada. Antes de 1474 fue designado Inquisidor para el Tirol, Salzburgo, Bohemia y Moravia.
Jakob Sprenger nació en Rheinfelden (Suiza), ingresó como novicio en la Casa Dominica en 1452, se graduó de maestro en teología y fue designado Prior y Regente de estudios del convento de Colonia. En 1480 fue designado decano de la Facultad de Teología de la Universidad y en 1488 fue designado Provincial de toda la provincia alemana.
El papa Inocencio VIII colaboró en la campaña contra la brujería.

En un decreto papal del 5 de diciembre de 1484, la bula Summis desiderantes affectibus, Inocencio VIII reconoció la existencia de las brujas, derogando así el Canon Episcopi de 906, donde la Iglesia sostenía que creer en brujas era una herejía. En ella se menciona a Sprenger y Kramer por sus nombres (Iacobus Sprenger y Henrici Institoris) y se los conmina a combatir la brujería en el norte de Alemania.
El Malleus Maleficarum iba precedido por una auténtica bula papal que empezaba con las palabras Summis desiderantes affectibus con las que se la conoce.
La bula era auténtica pero algunos historiadores todavía discuten si Kramer falseó la recomendación de la Universidad de Colonia.
Tanto Heinrich Kramer como Jakob Sprenger fueron nombrados inquisidores con poderes especiales por la bula papal de Inocencio VIII para que investigasen los delitos de brujería de las provincias del norte de Alemania. El Malleus Maleficarum es el resultado final y autorizado de esas investigaciones y estudios.
Kramer y Sprenger presentaron el Malleus Maleficarum a la Facultad de Teología de la Universidad de Colonia el 9 de mayo de 1487.
Sprenger era un inquisidor en Alemania que fundó la Confraternidad del Santo Rosario en devoción a la Virgen María en 1475. La influencia del Malleus maleficarum se vio incrementada por la imprenta.
La fecha de 1487 es generalmente aceptada como la fecha de publicación, aunque ediciones más tempranas de la obra pudieron haber sido producidas en 1485 o 1486.
Entre los años 1487 y 1520, la obra fue publicada 13 veces. Después de unos 50 años, fue nuevamente publicada, entre 1574 y la edición de Lyon de 1669, un total de 16 veces. El texto llegó a ser tan popular que vendió más copias que cualquier otro, aparte de la Biblia, hasta que El progreso del peregrino, de John Bunyan fue publicado en 1678.
Los efectos del Malleus Maleficarum se esparcieron mucho más allá de las fronteras de Alemania, causando gran impacto en Francia e Italia, y en menor grado en Inglaterra. Los cálculos de la cantidad de mujeres quemadas por brujas varía de 60.000 a dos y cinco millones según los distintos autores.
Algunos autores sostienen que el Papa no podía saber lo que Kramer y Sprenger iban a decir en el Malleus Maleficarum y que solo había publicado la bula para manifestar que compartía su inquietud por el problema de las brujas. Sin embargo, la posición de la Iglesia con respecto a las brujas agravó la crisis de las persecuciones y le dio su cariz particular incrementando el odio hacia las mujeres, además de encubrir las masacres. Las primeras grandes oleadas de caza de brujas son consecuencia directa del Malleus Maleficarum debido al gran éxito editorial que tuvo el libro. Aunque la Iglesia nunca aprobó oficialmente la caza de brujas, fue en 1657 cuando prohibió esas persecuciones en la bula Pro formandis.
La caza de brujas fue una campaña organizada, cuya fuente principal de inspiración fue el Malleus Maleficarum durante trescientos años, tanto para católicos como para protestantes.
Durante el siglo XV la Inquisición se dedicó a quemar más herejes que brujas y cuando los Estados feudales se organizaron como monarquías independientes del Papa, el poder punitivo se trasladó de la Inquisición a los jueces laicos de estas monarquías, quienes continuaron la tarea de la Iglesia de quemar brujas hasta el siglo XVIII, teniendo como libro de bolsillo al Malleus Maleficarum.
Traducciones contemporáneas de la obra incluyen una alemana del 2000, por los profesores Jerouscheck y Behringer, titulada Der Hexenhammer (la traducción de Schmidt de 1906 es considerada muy pobre), y una en inglés (con introducción) realizada por Montague Summers en 1928, que fue reimpresa en 1948 y aún hoy se encuentra disponible como una reimpresión de 1971 por Dover Publications. Una nueva traducción, completamente anotada por Christopher S. Mackay, la hizo en noviembre de 2006 la Cambridge University Press.[cita requerida]

## Sumario de las Creencias
El actual estereotipo de la bruja como una mujer de edad mayor, que vuela en una escoba acompañada por un gato, que participa en aquelarres nocturnos adorando al diablo, que forma parte de un grupo clandestino que realiza sacrificios humanos y ritos sacrílegos y que conoce todo tipo de pociones mágicas y maleficios se remonta a la Antigüedad. Los cristianos fueron acusados de realizar este tipo de actos en la época del Imperio romano: durante el siglo II fueron acusados de celebrar reuniones clandestinas en las cuales degollaban niños y mantenían relaciones sexuales no convencionales y adoraban animales. En otras épocas fueron los judíos los acusados de practicar este tipo de aquelarres. Siempre se trataba de grupos minoritarios vistos con malos ojos por la mayoría y los gobernantes. El Malleus Maleficarum fue un compendio de todas estas fantasías. Las brujas, en su mayoría mujeres, eran allí acusadas de ser responsables de todos los males de la sociedad.
El Malleus Maleficarum contribuyó a crear el caldo de cultivo apropiado para perseguir a miles de personas, en su mayoría mujeres: brujos, hechiceros, curanderos, parteras y médicos hasta el siglo XVII. Entre 1450 y 1750 se da la llamada caza de brujas, uno de los acontecimientos más terribles de la historia de Europa.

### Misoginia
Tanto Kramer como Sprenger eran prolíficos escritores y parte del Malleus Maleficarum es un resumen de un exhaustivo manuscrito sobre brujería escrito por Kramer. Generalmente basado en la frase bíblica «A los hechiceros no los dejarán con vida» (Éxodo 22:18), el libro también echa mano de obras de Aristóteles, la Biblia, Agustín de Hipona y Tomás de Aquino para respaldarse. El sexismo y la misoginia del libro son innegables: la creencia de los autores de que las mujeres eran criaturas más inocentes y emocionales, por lo que eran un objetivo propenso de las brujas. Es por eso que la caracteriza diciendo que una mujer virtuosa es mejor de lo que podrá ser ningún hombre, pero una mujer malvada llega a ser peor que un hombre malvado.
La misoginia del libro se apoya en la tradición cristiana. A pesar de que es la primera vez que se establece un vínculo directo entre la mujer y la herejía de la brujería, para eso reúnen una serie de ideas ya existentes pero dispersas sobre la mujer que toman del Antiguo testamento y el Nuevo Testamento, de la antigüedad clásica, de autores católicos medievales y de los padres de la Iglesia. Para el cristianismo, la virginidad siempre fue un ideal y según el Malleus Maleficarum la mujer es peligrosa por su sexualidad, a pesar de ser necesaria para la reproducción.
Según el Malleus Maleficarum toda la brujería proviene del apetito carnal que en las mujeres es insaciable. La superstición se encuentra ante todo en las mujeres, y la mayor cantidad de los brujos son del entonces entendido como "sexo frágil" porque las mujeres son "más crédulas, más propensas a la maliginidad y embusteras por naturaleza". El pecado que nació de la mujer destruye el alma al despojarla de la gracia, y todos los reinos del mundo han sido derribados por mujeres. Existen tres vicios generales que tienen un especial dominio entre las mujeres malvadas: la infidelidad, la ambición y la lujuria.
Tomado como un todo, el Malleus Maleficarum declara que algunas cosas confesadas por las brujas, tales como transformaciones en animales, eran meras ilusiones inducidas por el Demonio para atraparlas, mientras que otros actos, como por ejemplo volar, causar tormentas y destruir plantaciones, eran reales. El libro habla detalladamente sobre los actos licenciosos y promiscuos cometidos por las brujas, su habilidad de crear impotencia sexual en los varones e incluso da espacio a la pregunta sobre si los demonios podrían ser los padres de los hijos de las brujas. El estilo narrativo es serio y completamente falto de humor: incluso los hechos más dudosos son presentados como información confiable.
Por un lado están las brujas agresivas y, por el otro, los varones amenazados en su capacidad de erección y de reproducción. Hay capítulos enteros dedicados a contar cómo las brujas les arrebatan su miembro viril a los varones, así como también capítulos en donde explican como hombres y mujeres sufren de enfermedades por culpa de brujería, y la forma en que esta podía ser curada.

## La polémica sobre la realidad de la brujería

### Inquisición española
Si bien la Inquisición española no fue especialmente activa en la persecución de la brujería, es a raíz de los procesos de
Zugarramurdi cuando esta persecución alcanza su cenit para rápidamente quedar desacreditada por las propias investigaciones internas del Consejo de la Suprema Inquisición plasmadas en el informe de Alonso de Salazar y Frías donde se criticaban tanto los métodos para obtener las confesiones como estas mismas:

No he hallado certidumbre ni aun indicios de que [se pueda] colegir algún acto de brujería que real y corporalmente haya pasado. […] Y así también tengo por cierto que en el estado presente, no sólo no les conviene nuevos edictos y prorrogaciones de los concedidos, sino que cualquier modo de ventilar en público estas cosas, con el estado achacoso que tiene, es nocivo y les podría ser de tanto y de mayor daño como el que ya padecen. No hubo brujas ni embrujados en el lugar hasta que se comenzó a tratar y escribir de ellos.

Las instrucciones de la Suprema del 29 de agosto de 1614, debidas en gran parte a Salazar, según el antropólogo español Carmelo Lisón Tolosana,

marcan el fin de la brujería satánica en España. Pero no en Europa... Curiosa paradoja: la flexibilidad y moderación que, en conjunto y comparativamente, caracterizó la actuación de la Suprema frente a las brujas poco tuvo que ver con el trato brutal al que las sometieron las autoridades de todo tipo en Europa occidental y, sin embargo, la Inquisición española ha pasado a ser en esa misma Europa el símbolo del terror y de la maldad sin límites, de la perversidad suprema, del Mal.

Quizás una de las causas de tal creencia resida en cuestiones como que la última condena a muerte por herejía por el Tribunal de la Fe —sustituto de la Inquisición española tras no ser restablecida por el rey Fernando VII después de 1823—, la de Cayetano Ripoll (aunque fue ejecutado por el brazo secular), se produjera en España en fecha, también en conjunto y comparativamente, tan tardía como 1826.

### Los renacentistas italianos
Algunos filósofos renacentistas, como Marsilio Ficino, creyeron en la realidad de la brujería, pero hubo otros, como Pietro Pomponazzi, que la cuestionaron. Más contundente en su impugnación del Malleus... fue el jurisconsulto Gian Francesco Ponzinibio, quien partiendo del Canon Episcopi niega los vuelos de las brujas y otras fantasías atribuidas a ellas. Sus críticas a la creencia en las brujas fueron rechazadas por el inquisidor Bartolommeo de Spina que lo acusó de hereje. El eclesiástico Samuel de Cassini, en un opúsculo publicado en Milán en 1505, también negó la realidad de los actos de los que se acusaba a las brujas, que fue respondido inmediatamente por el dominico de Pavía Vicente Dodo. La misma línea inquisitorial de Spina y de Dodo fue defendida por Paolo Grillandi en un libro sobre sortilegios, herejías y cópulas carnales, en el que contaba casos de brujería en los que había ejercido como juez en el sur de Italia, como en el ducado de Spoleto, y de las supuestas reuniones que mantenían las brujas en Benevento. Pero la obra de Grillandi y la de otros que defendían la realidad de la brujería fue criticada por Andrea Alciato, Girolamo Cardano, Andrea Cesalpino y Giambattista della Porta.

### La experiencia del doctor Laguna en Metz

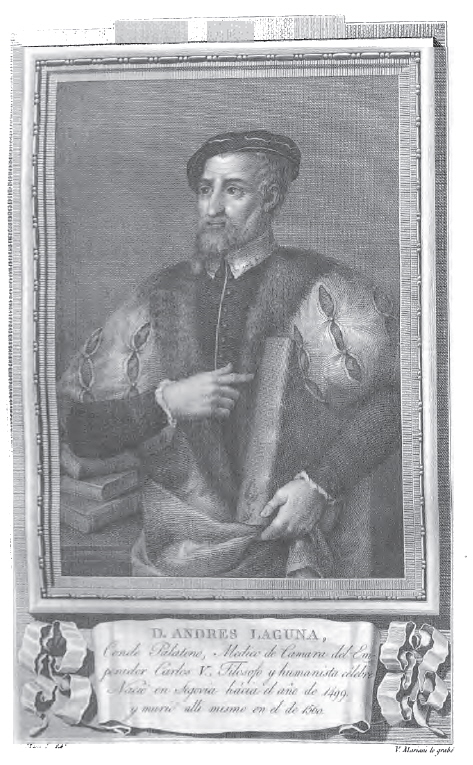
Andrés Laguna, médico de Cámara del Emperador Carlos V, filósofo y humanista célebre.

En Metz el doctor Andrés Laguna llevó a cabo una experiencia hacia 1545 para demostrar que la acusación de brujería a una pareja de ancianos, encarcelados por haber causado una grave enfermedad al duque de Lorena, del que Laguna era su médico, no tenía fundamento. Cogió el ungüento de color verde y fuerte olor que se había descubierto en el lugar donde vivían los dos supuestos brujos y se lo aplicó a una paciente suya que padecía de insomnio. Entonces la mujer cayó en un profundo sopor durante el cual soñó cosas disparatadas y despertó completamente sana, lo que convenció al doctor Laguna de que lo que decían los brujos y brujas era producto de alucinaciones ya que el ungüento estaba compuesto de plantas con principios activos sedantes. Al final de cuentas, su "experimento" logró convencer a los jueces, los ancianos fueron liberados y se evitó su condena. Al poco tiempo falleció el duque y Laguna abandonó Metz.

### Sacro Imperio Romano Germánico
El Malleus tuvo una réplica inmediata por parte de un abogado de Constanza, Ulrico Molitor, que publicó De lamiis et phitonicis mulieribus, en el que negaba la realidad de los vuelos de las brujas y otros prodigios atribuidos a ellas, inspirándose en la doctrina del Canon Episcopi. El libro tuvo varias ediciones y fue muy apreciado por sus grabados, en los que se mostraban las supuestas acciones de las brujas. Sin embargo, el abogado opinaba que éstas debían ser castigadas por su apostasía y corrupción.
Por su parte los reformadores Lutero, Melanchton y otros creían firmemente en el poder de los maleficios, en la presencia del Demonio y en la realidad de los vuelos y metamorfosis de las brujas.
El médico Johann Wier, discípulo de Heinrich Cornelio Agrippa, escribió en francés un libro editado en París en 1579 en el que recogía todas las opiniones contrarias a la realidad de los actos atribuidos a las brujas, e incluso a los demonios. Según Caro Baroja, Wier "niega que el mismo Demonio ponga su poder al servicio de éstas [las supuestas brujas] y que, por lo tanto, se verifiquen realmente sus propósitos y que tenga lugar el pacto de mutuo acuerdo. El Demonio lo único que hace es engañarlas, apoderándose de su espíritu. Ahora bien, se comprende que para esto escoja a la gente más propicia, o sea los débiles, melancólicos, ignorantes, maliciosos, etc. Y como éstos abundan más entre las mujeres que entre los hombres, es natural también que entre ellas haya más captadas".

## Importancia histórica delMalleus Maleficarum
Con el Malleus Maleficarum es la primera vez en la historia que aparecen integrados en un mismo escrito la criminología, esto es, el origen del mal, con el derecho penal, es decir, las manifestaciones del mal y la criminalística, o sea, los datos necesarios para descubrir el mal en la práctica.[cita requerida]
Es la primera vez en la historia que aparece en forma sistematizada una teoría sobre el origen del crimen, es decir, una etiología del crimen.
Esta estructura discursiva que legitima la violencia del poder punitivo permanece sin grandes cambios hasta el presente, lo único que se va modificando en cada nueva generación son sus contenidos internos. En casi todas las masacres históricas en los Estados policiales donde el derecho jurídico y las garantías constitucionales se pierden se reproduce la estructura discursiva heredada del Malleus Maleficarum.
Desde la publicación del Malleus Maleficarum hasta nuestros días siguen apareciendo instrumentos discursivos inquisitoriales con idéntica estructura: se trata de una emergencia y, como es una amenaza extraordinaria que supone un riesgo para los cimientos de toda nuestra cultura y la humanidad entera, se deben tomar medidas extraordinarias para combatirla.[cita requerida]
La mencionada emergencia es una forma de legitimar el desenfreno del poder punitivo que, eliminando al supuesto peligro, y a todos sus cómplices, logra verticalizar cada vez más el poder social, generando los cimientos de un estado de paranoia colectivo que le permite al poder ejercerlo sin frenos ni límites eliminando cualquier opositor. Si alguien duda de que la acusada sea una bruja, es porque está también poseído por Satanás.[cita requerida]
El resultado del discurso inquisitorial impuesto por el Malleus Maleficarum es que el temor a la emergencia es utilizado por el poder punitivo para eliminar cualquier obstáculo que se le presente. Cualquier persona que se oponga a ese poder punitivo será acusado de cómplice del mal, enemigo de la patria o un idiota útil a intereses foráneos y será condenado sin garantías ni derecho a la defensa.
La estructura del discurso del Malleus Maleficarum es la siguiente:
1. Este crimen es el más grave de todos los conocidos hasta ahora,[a] y la frecuencia de las brujas es tan alarmante en la actualidad que estamos ante una emergencia que solo podrá combatirse mediante una guerra.[b]
2. Todo aquel que dude de la existencia de esta emergencia será considerado hereje, cómplice, hechicero.[c]
3. Los inquisidores son infalibles y puros y los enemigos son inferiores.[d]
4. La condena es prueba suficiente de culpabilidad.[e]
5. Cualquier cosa que se salga de lo usual resultará sospechosa. Se garantiza la continuación de la masacre mediante la tortura que apunta a delatar cómplices que, a su vez, serán torturados para delatar.[f]

El resultado es que termina reduciéndose el poder jurídico o derecho jurídico a la coerción directa o derecho administrativo policial porque contra el Mal, contra el enemigo, todo vale y si se cometen excesos, son perdonables en aras de ese objetivo superior a todo que es salvar a la humanidad.